# Claudius Ummidius Quadratus
Claudius Ummidius Quadratus war ein römischer Aristokrat und Verschwörer gegen Kaiser Commodus um 182 n. Chr.
Ummidius Quadratus, ein hochangesehener und reicher junger Mann, von dem gesagt wurde, er habe eine intime Beziehung mit der Tochter des Mark Aurel, Annia Aurelia Galeria Lucilla gehabt, beteiligte sich mit ihr an einer Verschwörung gegen Commodus. Nach deren Entdeckung wurde er hingerichtet (ca. 182). Marcia war seine Konkubine.
Ummidius Quadratus war Sohn des Gnaeus Claudius Severus und wurde zweifellos in einer früheren Ehe gezeugt, bevor Claudius Severus die Tochter des Mark Aurel heiratete. Eine Inschrift, die sich auf Claudius Severus und seine Verbindung zu Ummidius Quadratus bezieht, deutet darauf hin, dass die Mutter des Letzteren eine Ummidia war, möglicherweise die Tochter des Gaius Ummidius Quadratus und der Annia Cornificia Faustina. Man vermutet, dass Ummidius Quadratus von einem Ummidius Quadratus adoptiert wurde, etwa von Marcus Ummidius Quadratus, dem Konsul des Jahres 167. Die Inschrift legt jedoch keine zwingende Adoption nahe, sodass es nicht notwendig ist, anzunehmen, dass Ummidius Quadratus adoptiert wurde, obwohl eine solche Möglichkeit nicht vollständig ausgeschlossen werden kann.